# Mi-42 (航空機)
Mi-42
- 用途：戦闘・輸送用ヘリコプター
- 製造者：ミル
- 運用者：-

Mi-42はソビエト連邦のノーターを採用した戦闘・輸送ヘリコプターの計画。Mi-40計画の置き換えることを目的に計画された。Mi-40は顧客をひきつけることができず、さらに他の問題も見つかったため、1985年にMi-42計画が立ち上げられた。Mi-42を含むMi-40系統の計画はソビエト連邦の崩壊によって中止された。

## 設計と開発
開発は1985年に始まり、Mi-40の開発系統に沿って、「航空歩兵戦闘車」のカテゴリで高いパフォーマンスを発揮できるように更なる開発が行われた。
主な役割は兵力の輸送、急速な再配置、護衛、近接航空支援、戦術的強襲などであった。そのほかには物資輸送、医療後送、捜索救難、偵察、通信などの役割も二次的に期待された。当時の指定要件はその他の動作条件も含めて夜間・全天候で運用可能なことであった。加えて、標準的なディーゼル燃料で運用可能で、維持が簡単でパイロットに易しいことも含まれた。
尾部ローターに変えてノーターが用いられる予定であり、ヘリ後方で活動する人員の安全性を高め、より耐久性が高まることが期待された。最終的に航空機がスピードを上げ、空気力が安定性効果を上げるように、ノーターノズルに指向系が計画されており、このためこれは後方に向けることができ、うまくいけば380-400km/hの速度を出せると期待された。
設計は重装甲を意図しており、可動の前方攻撃用機銃とMi-28と同等の装備が可能な4箇所のハードポイントを持っていた。
輸送、移動用、攻撃、襲撃機としての役割など複雑な要件の結果、設計機は徐々に複雑かつ重くなっていった。発動機を向上させ、ノーターを取り替える計画も試みられたが、最終的に計画はミール自身が仕様を満たすことが不可能であると結論付けた。
設計はモックアップの段階に達しており、1990年代にはより改良の少ない設計として再開が試みられたが、1980年代の終わりには終了に向かっていたとされる。

## 註
- VR Mikheev, "MVZ Mil - 50 years"